# Thomas Hochwarter
Thomas Hochwarter (* 21. November 1980 in Oberwart) ist ein österreichischer Radiomoderator.

## Leben
Thomas Hochwarter wuchs in Pinkafeld auf. 1999 machte er die Matura am BRG Oberschützen. Während der Schulzeit schrieb Hochwarter für Lokalzeitungen, mit 18 moderierte er zum ersten Mal eine Radiosendung bei Antenne 4 (heute 88,6 Burgenland).
Nach Stationen bei Burgenland 1, Krone Hitradio und Antenne Steiermark wechselte Hochwarter 2005 zum ORF. Bei Radio Burgenland moderiert er „Guten Morgen Burgenland“ und den „Radio Burgenland Nachmittag“. Seit 2007 präsentiert er den Wetterbericht in der Fernsehsendung Burgenland heute. Seit September 2013 ist Hochwarter auch Moderator bei Ö3 und moderierte dort bis April 2014 die Musiknacht und seit April 2014 die Wunschnacht.
Thomas Hochwarter lebt im Südburgenland und in Wien.